# Josep Franch de Pablo
Josep Franch de Pablo (Badalona, 28 de gener de 1991) és un jugador català de basquetbol professional que juga en la posició de base. Va debutar a la Lliga ACB amb el Club Joventut de Badalona després de formar-se en les seves categories inferiors. El 2011 va fitxar per l'UCAM Murcia i el 2013 va firmar amb el Cajasol Sevilla per una temporada.

## Palmarès
- 2006-2007 Campió d'Espanya Cadet amb el DKV Joventut.
- 2007 Plata a l'Europeu Sub'16, en Réthimno (Grècia). Selecció espanyola.
- 2007-08 Campió ULEB Cup a Torí (Itàlia) amb el DKV Joventut Badalona.
- 2010 Bronze a l'Europeu Sub'20, en Zadar (Croàcia). Selecció espanyola